# Eilema bipunctoides
Eilema bipunctoides är en fjärilsart som beskrevs av Charles E. Rungs 1941. Eilema bipunctoides ingår i släktet Eilema och familjen björnspinnare. Inga underarter finns listade i Catalogue of Life.